# Apolônio de Trales

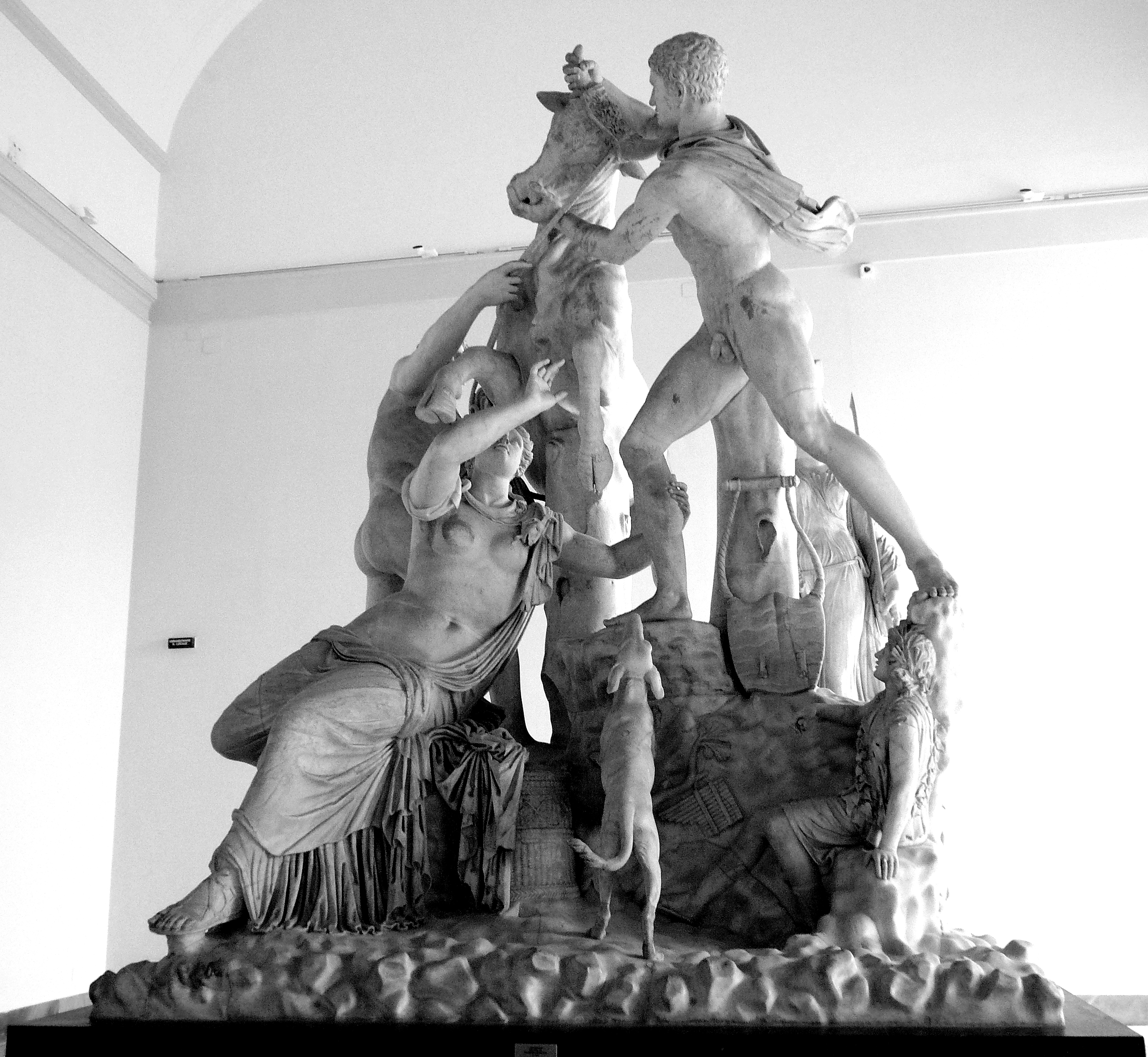
O Touro Farnese

Apolônio (português brasileiro) ou Apolónio (português europeu) de Trales (Trales ?, século II a.C. - ?) foi um escultor da Grécia Antiga, ativo em Rodes durante o período helenístico.  Nada se sabe sobre sua vida senão o que Plínio relata em sua Naturalis Historia, dizendo que ele e seu irmão Tauriscos foram os criadores de um enorme grupo escultórico intitulado A punição de Dirce, trazido de Rodes para Roma no tempo de Augusto. O trabalho sobrevive em uma cópia romana, mais elaborada que o original, o célebre Touro Farnese, hoje no Museu Arqueológico Nacional de Nápoles.